# Homo georgicus

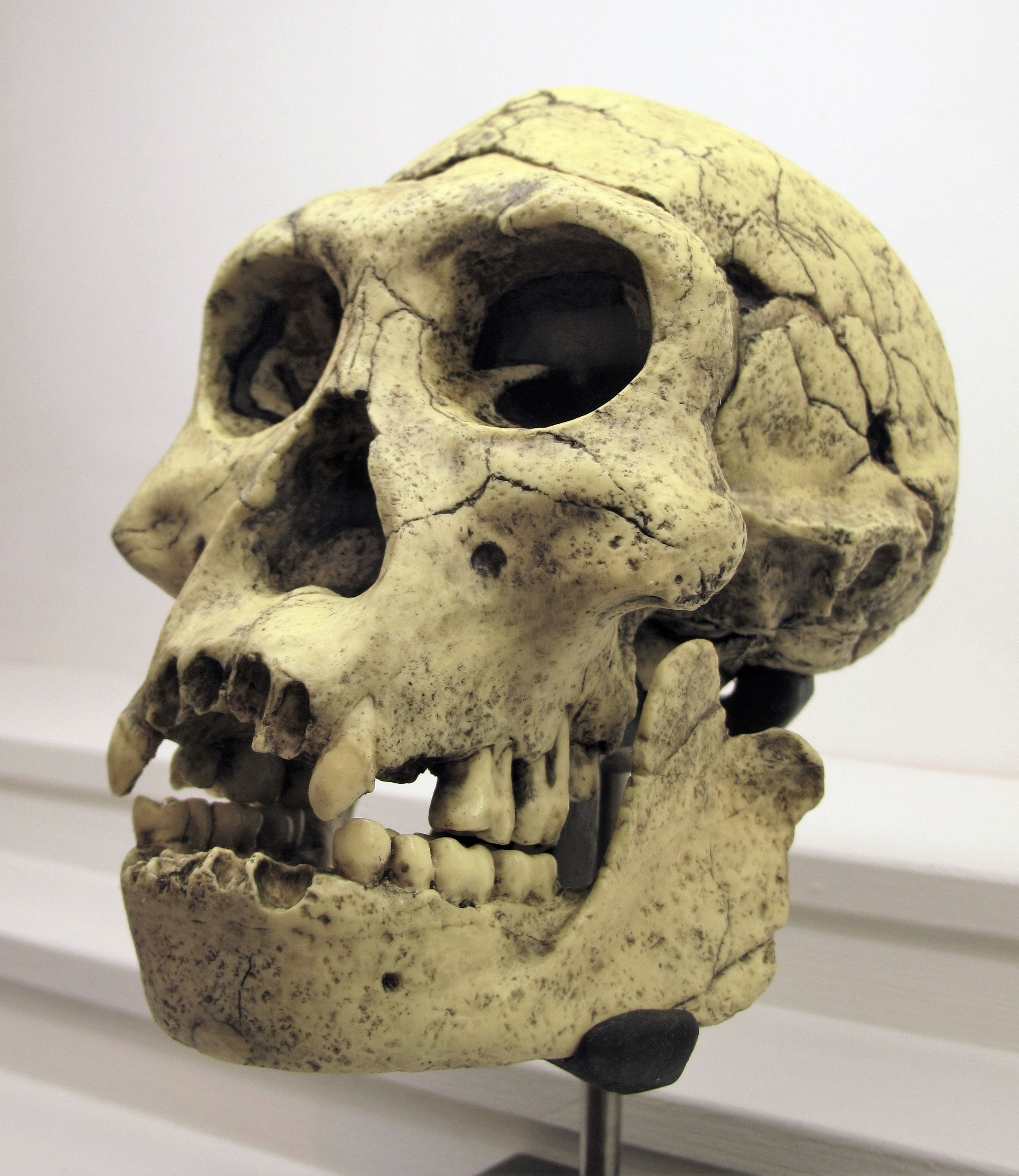
Sọ người Homo Georgicus

Homo erectus georgicus  là một chủng người với hóa thạch sọ và hàm được tìm thấy ở Dmanisi, Gruzia. Lần đầu tiên được đề xuất như một loài riêng biệt, Homo Georgicus được xếp thuộc chủng H.Erectus.Địa điểm hóa thạch đã được phát hiện vào năm 1991 bởi nhà khoa học người Gruzia, David Lordkipanidze. Năm hộp sọ đã được khai quật từ năm 1991 tới nay, trong đó có một hộp sọ "rất đầy đủ" vào năm 2005. Các cuộc khai quật tại Dmanisi đã khám phá thêm 73 công cụ đá để cắt và chặt và 34 mảnh xương từ những loài động vật không rõ nguồn gốc. Những hóa thạch này có tuổi thọ khoảng 1,8 triệu năm.
Sau lần đánh giá đầu tiên, một số nhà khoa học đã bị thuyết phục trong việc đặt tên cho chủng người tìm thấy ở Dmanisi như một loài mới, Homo georgicus, được thừa nhận như là một hậu duệ của chủng Homo habilis châu Phi và là tổ tiên của chủng Homo erectus châu Á. Cách phân loại này, tuy nhiên, không được đồng tình, và hóa thạch của chủng này thay vào đó đã được xếp làm một nhóm nhỏ của Homo Erectus.
Các bộ xương hóa thạch cho thấy yếu tố nguyên thủy trong hộp sọ và trên cơ thể của loài nhưng cột sống và chi dưới lại tương đối tiến bộ, thể hiện khả năng hoạt động tốt hơn so với tổ tiên.  Hiện nay ai cũng nghĩ đó không phải là một loài riêng biệt, nhưng lại đại diện cho giai đoạn chuyển đổi từ H. habilis thành H. erectus; có niên đại 1,8 mya. Các hóa thạch đã khai quật bao gồm một trong các hàm dưới lớn nhất của Pleistocene Homo(D2600), một trong những hàm dưới nhỏ nhất của Lower Pleistocene (D211), một người gần trưởng thành (D2735), và một mẫu vật không răng D3444 / D3900.
Hai trong số các hộp sọ - D2700, với dung tích não 600 cm (37 cu in), và D4500 hay "sọ Dmanisi số 5", với dung tích não khoảng 546 cm - đại diện cho hai hộp sọ Hominina nhỏ nhất và nguyên thủy nhất từ thế Pleistocene. Các biến thể trong những hộp sọ này được so sánh với các biến thể trong sọ của người hiện đại và của một nhóm tinh tinh thí nghiệm. Các nhà nghiên cứu thấy rằng, dù có xuất hiện, các biến thể trong  sọ Dmanisi không lớn hơn so với biến thể tìm thấy trong sọ người hiện đại và tinh tinh. Những phát hiện này cho thấy rằng hóa thạch được tìm thấy trước đây vốn được coi là của những loài khác nhau trên cơ sở của sự biến đổi hình thái lớn trong số đó - bao gồm cả Homo Rudolfensis, Homo gautengensis, H. ergaster, và thậm chí có khả năng cả H. habilis - có lẽ nên được tái phân loại vào cùng một dòng như Homo erectus.